# West Caribbean Airways
West Caribbean Airways war eine Regionalfluggesellschaft mit Sitz in Medellín, Kolumbien und Basis auf dem dortigen Flughafen Enrique Olaya Herrera.

## Geschichte
Die Fluggesellschaft wurde 1998 gegründet und nahm den Flugbetrieb im Jahr 2000 auf. Gegründet wurde sie vom Kolumbianer Hassan Tannir und war ursprünglich auf San Andres Island beheimatet. Hassan Tannir verkaufte die Airline an eine Investorengruppe aus Medellín, welche den Hauptsitz der Airline 2001 nach Medellín verlegte.
Auf Aruba und Costa Rica besaß West (neuer Brandname) zwei Tochterairlines.
Aufgrund der unten angeführten Zwischenfälle musste West Caribbean den Flugbetrieb im Jahr 2005 einstellen.
Nach dem Absturz einer McDonnell Douglas DC-9-82 (MD-82) auf dem West-Caribbean-Airways-Flug 708 mit 160 Toten im August 2005 begann die kolumbianische Luftfahrtbehörde Aerocivil, alle dortigen Fluggesellschaften gründlichen Inspektionen zu unterziehen, insbesondere im Hinblick auf die Flugzeugwartung. Als Folge davon mussten drei Fluggesellschaften ihren Betrieb einstellen, außer West Caribbean Airways auch AeroTACA und Intercontinental de Aviación, die umbenannte frühere Aeropesca Colombia.

## Flotte
(Stand: Januar 2005)
- 1 ATR 42-300
- 3 ATR 42-320
- 1 McDonnell Douglas MD-81
- 2 McDonnell Douglas MD-82
- 8 Let L-410 UVP-E

## Zwischenfälle
- Am 26. März 2005 traf ein West Caribbean Airways Flugzeug vom Typ Let L-410 die Hügel nahe der Startbahn von Providencia auf Old Providence Island. Dabei starben die aus 2 Piloten bestehende Crew und 6 der 12 Passagiere. Ein Bericht vermutet einen technischen Fehler.

- Am 16. August 2005 stürzte eine MD-82 auf dem West-Caribbean-Airways-Flug 708 von Panama nach Martinique im Westen von Venezuela mit 8 Besatzungsmitgliedern und 152 Passagieren an Bord ab. Es gab keine Überlebenden.